# São João do Oriente
São João do Oriente é um município brasileiro no interior do estado de Minas Gerais, Região Sudeste do país. Localiza-se no Vale do Rio Doce e pertence ao colar metropolitano do Vale do Aço. Sua população estimada em 2021 era de 7 393 habitantes.

## História
A área onde está situado o atual município de Mesquita fora ocupada originalmente pelos índios Botocudos, sendo explorada pela primeira vez por Raimundo Caetano, no final do século XIX, que instalou uma propriedade agrícola na região, atraindo a vinda de novos habitantes devido às terras férteis e propícias ao cultivo do café. O nome recebido é uma referência ao padroeiro São João Batista e a uma observação de padre José Faustino à vastidão do horizonte a partir da localidade, ao celebrar da primeira missa do povoado.
Dado o desenvolvimento, pela lei estadual nº 336, de 27 de dezembro de 1948, foi criado o distrito de São João do Oriente, subordinado a Iapu. A emancipação foi decretada pela lei estadual nº 2.764, de 30 de dezembro de 1962, instalando-se em 1º de março de 1963. Pela lei municipal nº 643, de 15 de julho de 1993, foi criado o distrito de Santa Maria do Baixio.

## Geografia
De acordo com a divisão regional vigente desde 2017, instituída pelo IBGE, o município pertence às Regiões Geográficas Intermediária e Imediata de Ipatinga. Até então, com a vigência das divisões em microrregiões e mesorregiões, fazia parte da microrregião de Caratinga, que por sua vez estava incluída na mesorregião do Vale do Rio Doce.